# Öckerö kommun
Öckerö kommune er en kommune i landskabet Bohuslän i Västra Götalands län i Sverige.
Öckerö betragtes som en del af Göteborgs nordlige skærgård. Kommunen består af ti beboede øer, som alle ligger mellem Vinga og Marstrand. Øerne er Grötö, Hyppeln, Källö-Knippla, Björkö, Fotö, Hälsö, Kalvsund, Rörö, Hönö och Öckerö.
57°42′40″N 11°38′50″Ø / 57.7111°N 11.6472°Ø